# Fritz Ruland
Friedrich Hubert Josef „Fritz“ Ruland (* 11. Januar 1914 in Köln; † 7. Januar 1999 ebenda) war ein deutscher Radrennfahrer.

## Sportlicher Werdegang
Ruland begann mit 16 Jahren mit dem Radsport. Seinen ersten Sieg in der Männerklasse holte er 1934 im Großen Straßenpreis von Saarbrücken. 1936 gewann Fritz Ruland, Mitglied des RSV Kölner Fernfahrer 1909, als Amateur Rund um Berlin, Rund um die Hainleite und wurde Dritter der Deutschen Straßenmeisterschaft. In der Folge wurde er Mitglied der Nationalmannschaft und für den Start im Straßenrennen bei den Olympischen Sommerspielen in Berlin nominiert. Bei diesem Rennen hatte er anderthalb Kilometer vor dem Ziel einen Reifenschaden: Bis er ihn repariert hatte, waren Zuschauer und Kampfrichter bereits nach Hause gegangen. Bei den zwei Wochen später stattfinden Straßenweltmeisterschaften in Bern belegte er Platz 23.

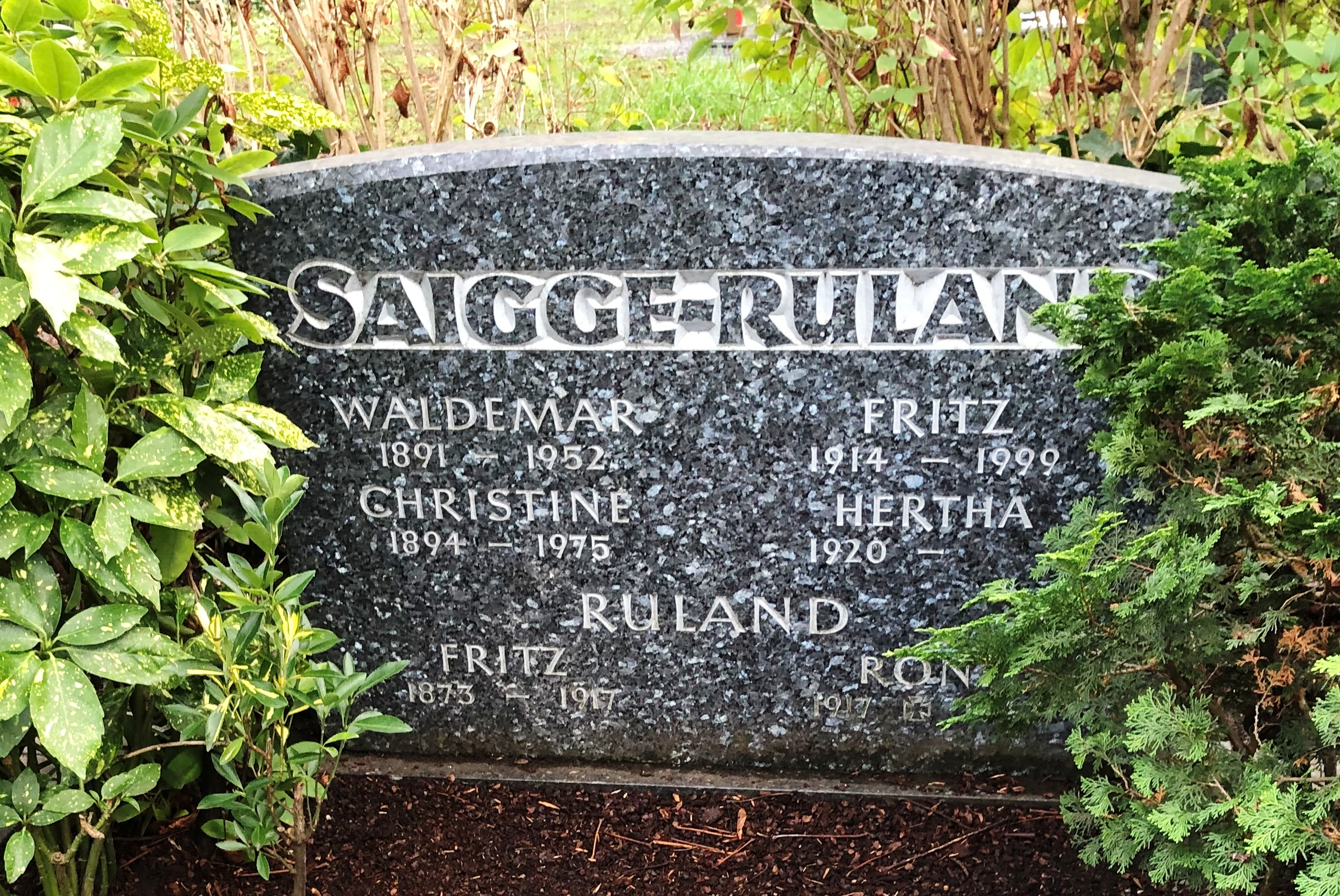
Grab von Fritz Ruland

Anschließend wurde Ruland Profi, zunächst für das Radsportteam Diamant, später für Adler und Bauer. 1938 startete Ruland bei der Tour de France, gab aber schon während der zweiten Etappe auf. 1937, 1938, 1939 und 1947 nahm er an der Deutschland-Rundfahrt teil, konnte sich aber nicht vorne platzieren. 1948 beendete er seine Radsportlaufbahn, nachdem er sich bei einem Sturz eine Oberschenkelhalsbruch zugezogen hatte.
Bis 1970 war Ruland, der bei der Stadt Köln angestellt war, als Funktionär im Bund Deutscher Radfahrer engagiert. Er starb 1999 wenige Tage vor seinem 85. Geburtstag. Seine Grabstätte befindet sich im alten Ehrenfelder Teil des Kölner Melaten-Friedhofs (Feld E5).